# 鲁文祖鲁鲁
鲁文祖鲁鲁，又称鲁文祖鲁、鲁恩祖鲁鲁，是乌干达西部的自治王国，辖境位于鲁文佐里山脉地区，毗邻刚果民主共和国。其疆域涵盖本迪布焦、卡塞塞和恩托罗科等行政区。该王国所在地区亦以鲁文祖鲁鲁为通称。
鲁文祖鲁鲁首任国王（头衔为）伊萨亚·穆基拉尼亚（尊号基班赞加一世；）于1962年6月30日宣布脱离土柔王国独立，但乌干达政府迟至2008年3月17日方予正式承认。

## 背景

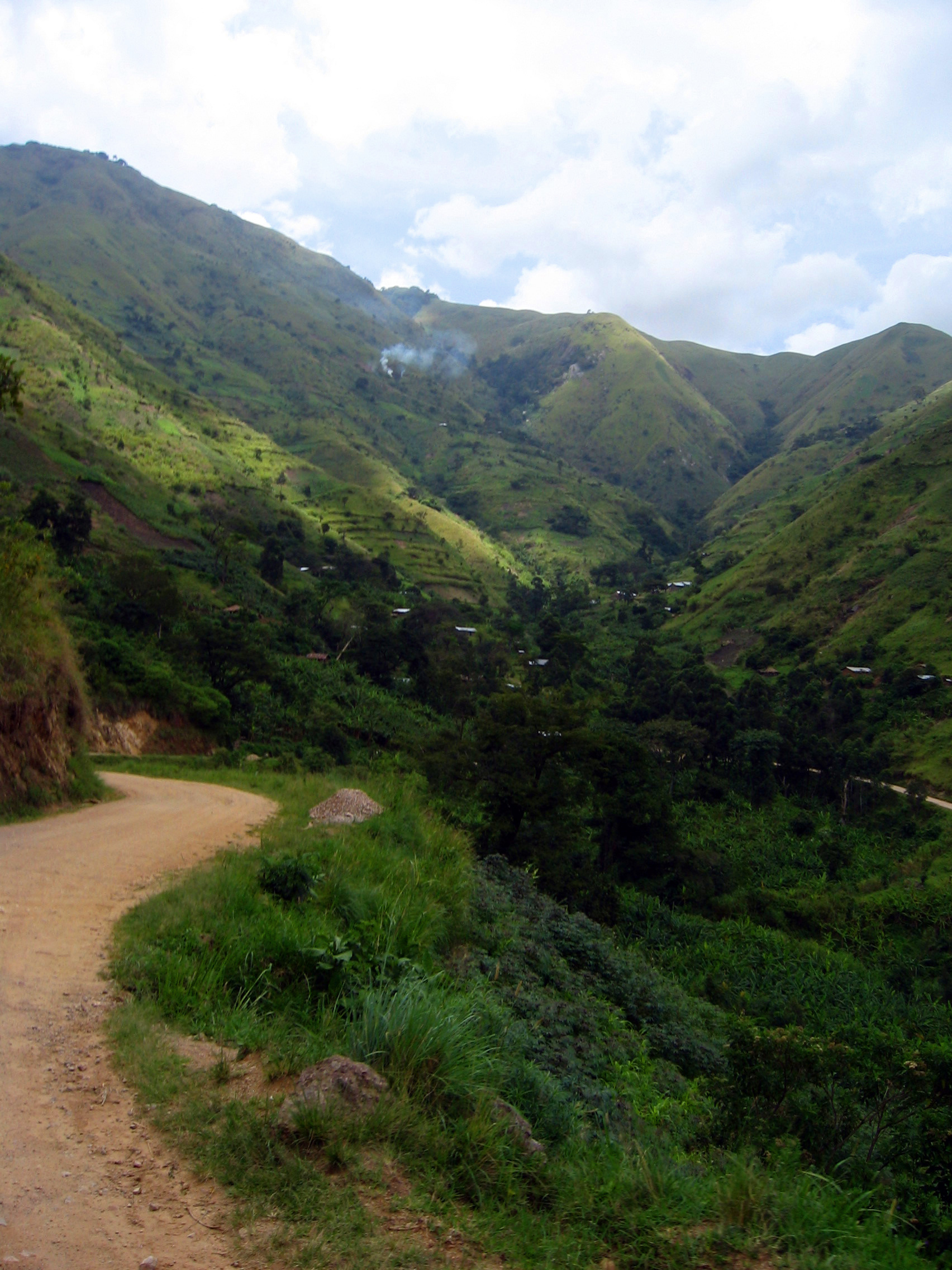
鲁文佐里地区山谷道路

鲁文祖鲁鲁地区居住着孔乔人和安巴人。20世纪初，英国殖民当局为制衡反殖民的邻邦布尼奥罗，通过政治操作将两族强行划归亲英的土柔王国管辖。孔乔人和安巴人起初被迫接受土柔王权统治，至1950年代始向乌干达保护国政府请愿设立独立行政区，与土柔分离。1962年6月30日，即乌干达独立前三个月，分离主义运动正式宣告脱离土柔王国。

## 历史
孔乔人和安巴人在土柔王国统治下长期处于农奴地位。王国掌控着重要的盐业资源卡推湖和卡塞尼火山口湖。土柔当局强制推行语言同化政策，仅允许在学校教授土柔语。奖学金分配、税务评估职位及王国行政高层职务几乎被土柔人垄断。1962年3月13日，伊萨亚·穆基拉尼亚、彼得·穆帕利亚（Peter Mupalia）和杰里迈亚·卡瓦马拉（Jeremiah Kawamara）因上述积怨，愤然退出土柔王国议会“鲁库拉托”（Rukurato）。
伊萨亚·穆基拉尼亚、彼得·穆帕利亚和杰里迈亚·卡瓦马拉向国王（头衔为）卡穆拉西·鲁基迪（Kamurasi Rukidi）呈递诉求，但遭断然拒绝。他们旋即被控“侮辱君主”而遭逮捕，直至同年7月19日方获保释。
殖民当局驳回其诉求后，孔乔人与安巴人发动了低强度游击战，即便乌干达独立后，这场抗争仍在米尔顿·奥博特政权严禁分离的警告下持续。武装组织定名为“鲁文祖鲁鲁运动”。该运动初衷仅为争取独立行政区地位，最终发展为分离建国运动。1962年6月30日，即国家独立前三个月，运动宣布建立鲁文祖鲁鲁王国，拥立伊萨亚·穆基兰尼亚为国王（头衔为）。
1963至1964年间暴力冲突达至顶点。土柔士兵为控制低地山谷，大规模杀害孔乔与安巴平民。乌干达政府军随即介入镇压分离势力，重创鲁文祖鲁鲁运动，迫使其转入蛰伏。值得注意的是，该运动事迹通过一部民间史诗广为流传。
1976年，伊迪·阿明政府批准设立卡塞塞区，使其脱离土柔行政区划。但此举未能满足鲁文祖鲁鲁运动的根本诉求。1979年阿明政权倒台后，鲁文祖鲁鲁势力逐步恢复。总统戈弗雷·比奈萨授予卡塞塞区自主任命区长及酋长的权利。
1980年10月，代表乌干达人民大会党（UPC）的卡塞塞区国会议员阿蒙·巴齐拉与鲁文祖鲁鲁运动达成政治交易，换取其对的支持。该运动随即采取暴力胁迫手段强迫选民投票支持该党。这些行动导致民主党候选人维托·穆欣多（Vito Muhindo）遇刺身亡。最终乌干达爱国运动候选人克里斯普斯·基永加赢得了国会议员席位。土柔人、基加人和安科累人被明确禁止参选，并遭驱逐令要求离开卡塞塞区。
乌坦战争期间政府军撤退时，鲁文祖鲁鲁武装缴获遗弃的武器装备。凭借这些军备，该运动在1979至1982年间再度成为区域安全的重大威胁。1982年，米尔顿·奥博特总统政府与鲁文祖鲁鲁运动领导人达成历史性和解。运动放弃分离主张，换取三方面让步——政府承认其有限自治权、任命孔乔人与安巴人担任行政职务、通过地方长老分配车辆及教育奖学金等经济资源。谈判过程中，政府坚持直接对话策略，以避免第三方调停可能赋予分离运动的政治合法性。
阿蒙·巴齐拉在此次和解谈判中扮演关键角色。其核心判断认为，鲁文祖鲁鲁本质属中产阶级运动，可通过经济利益加以安抚。此后他联络扎伊尔总统蒙博托·塞塞·塞科与肯尼亚总统丹尼尔·阿拉普·莫伊（两国均对约韦里·穆塞韦尼新政权存有敌意），寻求支持以乌干达解放国民军为旗号发动孔乔人新叛乱。1993年，巴齐拉在肯尼亚纳库鲁省议会大厦遭枪击身亡，行凶者疑似乌干达政府特工。1995年，在苏丹情报机构操纵下，乌干达解放国民军的残余势力与乌干达穆斯林解放军及巴干达君主派组织联合民主运动（Allied Democratic Movement）合并组建民主同盟军，旨在为后两者建立地方支持基础。
伊萨亚·穆基拉尼亚逝世后，氏族首领与长老拥立其子查尔斯·韦斯雷·穆姆比里继承鲁文祖鲁鲁王位。

## 政府承认
2001年，孔乔人正式向乌干达政府提出设立自治行政区的诉求。
马凯雷雷大学的民意调查显示，鲁文祖鲁鲁地区87%的民众支持建立传统王国。2005年，穆塞韦尼总统责成以第二副总理兼公共服务部长亨利·卡朱拉为首的部长级委员会，专项评估鲁文祖鲁鲁建国王国主张。委员会报告证实，超过80%的孔乔人和安巴人支持建立王国，拥立查尔斯·穆姆比里为国王。报告同时指出，历史上既不存在鲁文祖鲁鲁王国实体，亦无“巴尼亚鲁文祖鲁鲁”（Banyarwenzururu）这一族群，但仍建议政府顺从民意予以承认。根据委员会建议，乌干达内阁于2008年3月17日决议承认鲁文祖鲁鲁为文化机构，并正式为穆姆比里加冕，授予伊雷马-恩戈马一世（Omusinga Irema-Ngoma I）尊号。三位王位争夺者随即抗议政府承认穆姆比里为鲁文祖鲁鲁国王。2009年，乌干达政府最终完成鲁文祖鲁鲁王国的法律地位恢复。

### 引用
1. ↑  . 中国军网. 2016-11-29  [2025-08-01]. （原始内容存档于2024-01-21） –新华社 （中文（中国大陆））.
2. ↑  闫健.  (PDF). 国际政治研究. 2023, (2): 94  [2025-08-01]. （原始内容存档 (PDF)于2023-07-01） （中文（中国大陆））.
3. ↑  . 中国日报. 2009-10-23  [2025-08-01]. （原始内容存档于2023-05-17） （中文（中国大陆））.
4. ↑  . 中华人民共和国外交部. 2025-04  [2025-08-01]. （原始内容存档于2025-07-15） （中文）.
5. ↑  MUHINDO, SAMUEL. . The Observer - Uganda. 2022-01-21  [2023-03-20]. （原始内容存档于2023-03-20） （英国英语）.
6. 1 2 3  . New Vision.   [2023-03-20]. （原始内容存档于2023-03-20） （英语）.
7. 1 2  Prunier 2009，第82頁.
8. 1 2  . rwenzururu.or.ug.   [2017-02-13]. （原始内容存档于2023-07-01） （英语）.
9. 1 2 3 4 5 6 7  TUCCIARONE, EMMA MUTAIZIBWA & ALEXANDER. . The Observer - Uganda.   [2023-03-20]. （原始内容存档于2023-03-20） （英国英语）.
10. 1 2  Rothchild 1997，第90頁.
11. ↑  . Ugpulse (Ultimate Media). 2011-09-05  [2025-08-01]. （原始内容存档于2023-05-20） （英语）.
12. ↑  . Monitor. 2021-02-01  [2023-03-25]. （原始内容存档于2023-03-25） （英语）.
13. ↑  Prunier 2009，第82-83頁.
14. ↑  Alnaes 1969，第243-272頁.
15. ↑  Forrest 2004，第222頁.
16. ↑  Rothchild 1997，第91頁.
17. ↑  Prunier 2009，第83頁.
18. ↑  Prunier 2009，第87頁.
19. ↑  . The EastAfrican. 2009-11-14  [2023-03-25]. （原始内容存档于2023-03-25） （英语）.
20. ↑  . New Vision.   [2023-03-23]. （原始内容存档于2023-03-23） （英语）.
21. ↑  . New Vision（英语：New Vision） (editorial). 2008-03-31  [2025-08-01]. （原始内容存档于2024-01-05） （英语）.
22. ↑  . New Vision.   [2023-03-23]. （原始内容存档于2023-03-23） （英语）.
23. ↑  . New Vision.   [2023-03-23]. （原始内容存档于2023-03-23） （英语）.
24. 1 2  . Ugee! Uganda Online. 2008-03-31  [2009-06-06]. （原始内容存档于2011-07-17） （英语）.
25. ↑  . Monitor. 2021-01-11  [2023-03-23]. （原始内容存档于2023-03-23） （英语）.
26. ↑  Mukirane, Caleb. . New Vision (opinion). 2007-10-03  [2009-06-06]. （原始内容存档于2024-01-05） （英语）.
27. ↑  . New Vision.   [2023-03-23]. （原始内容存档于2023-03-23） （英语）.
28. ↑  Kiyonga, Derrick. . The Observer - Uganda. 2017-01-06  [2023-03-20]. （原始内容存档于2023-03-20） （英国英语）.
29. 1 2  . New Vision.   [2023-03-23]. （原始内容存档于2023-03-23） （英语）.
30. ↑  . New Vision.   [2023-03-23]. （原始内容存档于2023-03-23） （英语）.
31. ↑  Kasozi, Ephraim; Miti, Joseph. . The Monitor（英语：Daily Monitor）. 2008-04-07  [2009-06-06]. （原始内容存档于2012-04-15） （英语）.

## 延伸阅读
- Syahuku-Muhindo, Arthur. . Mamdani, Mahmoud; Oloka-Onyango, Joe  (编). . Vienna: JEP Books. 1994: 273–317.
- Kambere, Amos Mubunga. . Victoria: Trafford Publishing. 2010. ISBN 978-1-4269-3098-0.
- Stacey, Tom. . Stacey International. 2003. ISBN 1-900988-76-3.